# Wildgehege Moritzburg
Koordinaten: 51° 10′ 23,8″ N, 13° 41′ 53,4″ O
Das Wildgehege Moritzburg ist ein circa 40 ha großer Wildpark in der sächsischen Gemeinde Moritzburg, etwa zehn Kilometer von der Landeshauptstadt Dresden entfernt. Die Einrichtung gehört zum Staatsbetrieb Sachsenforst.

## Lage und Erreichbarkeit
Das Wildgehege Moritzburg liegt ca. zehn Kilometer nördlich von Dresden, nahe Schloss Moritzburg. Als historisches Jagdgatter ist es Teil des Gesamtensembles Moritzburg.
Ab Dresden und Meißen ist Moritzburg mit dem Bus an der Haltestelle »Fasanerie« zu erreichen; aus Radebeul oder Radeburg ist die Anfahrt mit der Lößnitzgrundbahn möglich. Vom Haltepunkt Moritzburg führt ein Fußweg zum Wildgehege.

## Beschreibung
Das Wildgehege Moritzburg präsentiert heimische Wildtierarten. Ein Schwerpunkt liegt auf der historischen Entwicklung des Wildgeheges. Die Bedeutung von Jagd, Forstwirtschaft und Naturschutz werden in ihrer Wirkung auf das Ökosystem Wald dargestellt.
Verschiedene waldpädagogische Angebote greifen die Themen des Wildgeheges Moritzburg auf.
Das Wildgehege erstreckt sich auf einer Fläche von 40 ha, umschlossen und durchzogen von den Mauern des historischen Jagdgatters. In den Anlagen sind über 30 Tierarten zu sehen, darunter Wildschwein, Wolf, Wildkatze, Rotwild, Damwild, Eurasischer Luchs und Muffelwild. Ein Streichelgehege mit Ziegen befindet sich in der Nähe des Haupteingangs. Ein Teil des Sikawildgeheges kann ebenfalls zum Streicheln der Tiere von Besuchern betreten werden. Das Wildgehege verfügt über einen Spielplatz und einen Imbiss.
Im Wolfsgehege befindet sich ein Pavillon mit einer Ausstellung zur Rückkehr des Wolfs in Deutschland.

## Geschichte

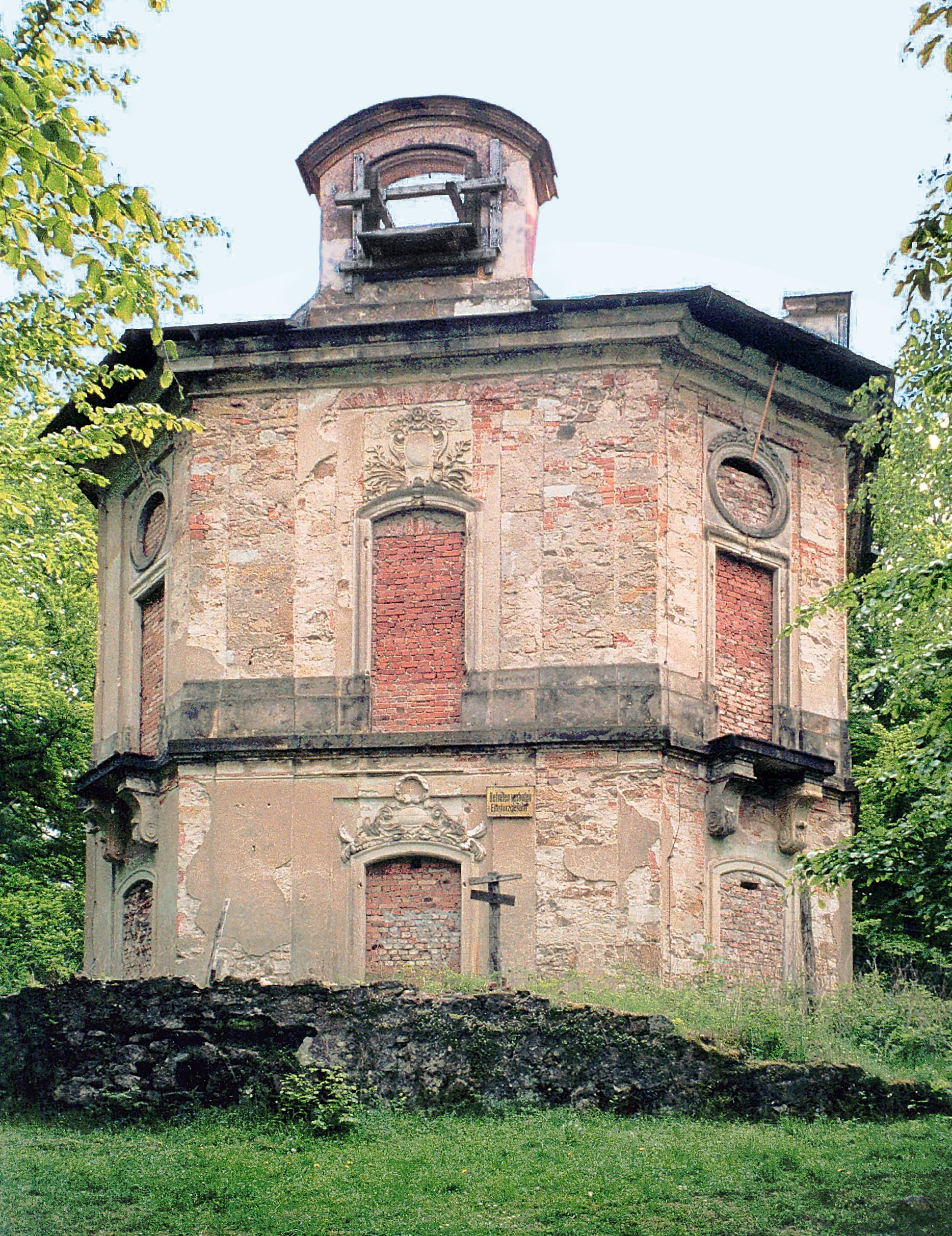
Hellhaus im Moritzburger Park, 2002

Die Anlage eines Jagdgatters im Moritzburger Wald lässt sich bis ins Jahr 1580 zurückverfolgen. Mit der Einführung von Parforcejagden nach französischem Vorbild ab 1680 erlangte der sogenannte „Alte Thiergarten“ große Bedeutung. Der sächsische Kurfürst Johann Georg IV. ließ 1693 die ursprünglichen Wildgatter zu einem „Thiergarten“ erweitern, um die Wildbestände für die zunehmenden herrschaftlichen Jagden weiter zu garantieren. Teile der originalen Bruchsteinmauern sind erhalten geblieben und dienen noch immer als Gehegebegrenzung. Aus der Zeit August des Starken, Kurfürst von Sachsen ab 1694, ist die Bezeichnung „Menagerie aller seltenen Arten von Hochwild“ für das Wildgehege überliefert. Dieser Name deutet darauf hin, dass hier auch selten gewordene Tiere, wie zum Beispiel Wölfe und Bären, gefangen gehalten wurden. Sie dienten zum einen der Vorführung und der Demonstration des kurfürstlichen Reichtums, zum anderen kamen sie im Rahmen von Festlichkeiten am sächsischen Hof bei Tierkämpfen oder -hetzen zum Einsatz. Unter August dem Starken wurden nach Plänen seines Hofarchitekten Pöppelmann sternförmig zusammenlaufende Schneisen in den Wald geschlagen, in deren Mittelpunkt ein achteckiger Pavillon aus Holz stand.
Prunkvolle barocke Parforce- und Treibjagden bestimmten die Nutzung des Tiergartens im frühen 18. Jahrhundert. Mit dem Tod August des Starken wurde dieser Aufwand deutlich reduziert. Erst gegen Ende des Jahrhunderts kehrte alter Glanz zurück, so wurde anstelle des Holzgebäudes in der Mitte des Jagdschneisensterns das Hellhaus nach Plänen von Johann Daniel Schade erbaut. 1828 wurde die Moritzburger Jagdequipage aufgelöst. Bis zur Mitte des 19. Jahrhunderts fanden weiterhin aufwändige Jagden statt.
Im 19. Jahrhundert wurden im Tiergarten Gastjagden für Diplomaten und Staatsgäste durchgeführt. Jagden fanden nun mit weit weniger repräsentativem Aufwand statt. 1918 dankte der letzte sächsische König Friedrich August III. ab, die Staatsjagden im „Alten Thiergarten“ wurden ab diesem Zeitpunkt eingestellt.
Die Abdankung des Adels am Ende des Ersten Weltkriegs bereitete dem Jagdbetrieb ein vollständiges Ende. Im Jahr 1893 durften erstmals Besucher den Tiergarten gegen ein Entgelt besuchen und Schaufütterungen besichtigen. Nach dem Ende des Zweiten Weltkriegs wurde sämtliches Wild von den sowjetischen Besatzungstruppen erlegt und die Anlage weitestgehend demontiert. Das „Wildgehege Moritzburg“ wurde in den folgenden Jahren neu aufgebaut und 1958 auf einem Teilstück des alten Tiergartens wiedereröffnet. In den Jahren nach der politischen Wende 1989 wurde das Wildgehege vor allem unter ökologischen und Artenschutz-Aspekten erweitert und ausgebaut. 2009 eröffnete ein neues Großgehege für Wölfe. Ab 1989 wurde das Wildgehege Moritzburg dem Staatlichen Forstamt Moritzburg zugeordnet. Mit der Gründung des Staatsbetriebs Sachsenforst 2006 gehört es zum Forstbezirk Dresden.

## Klettergarten

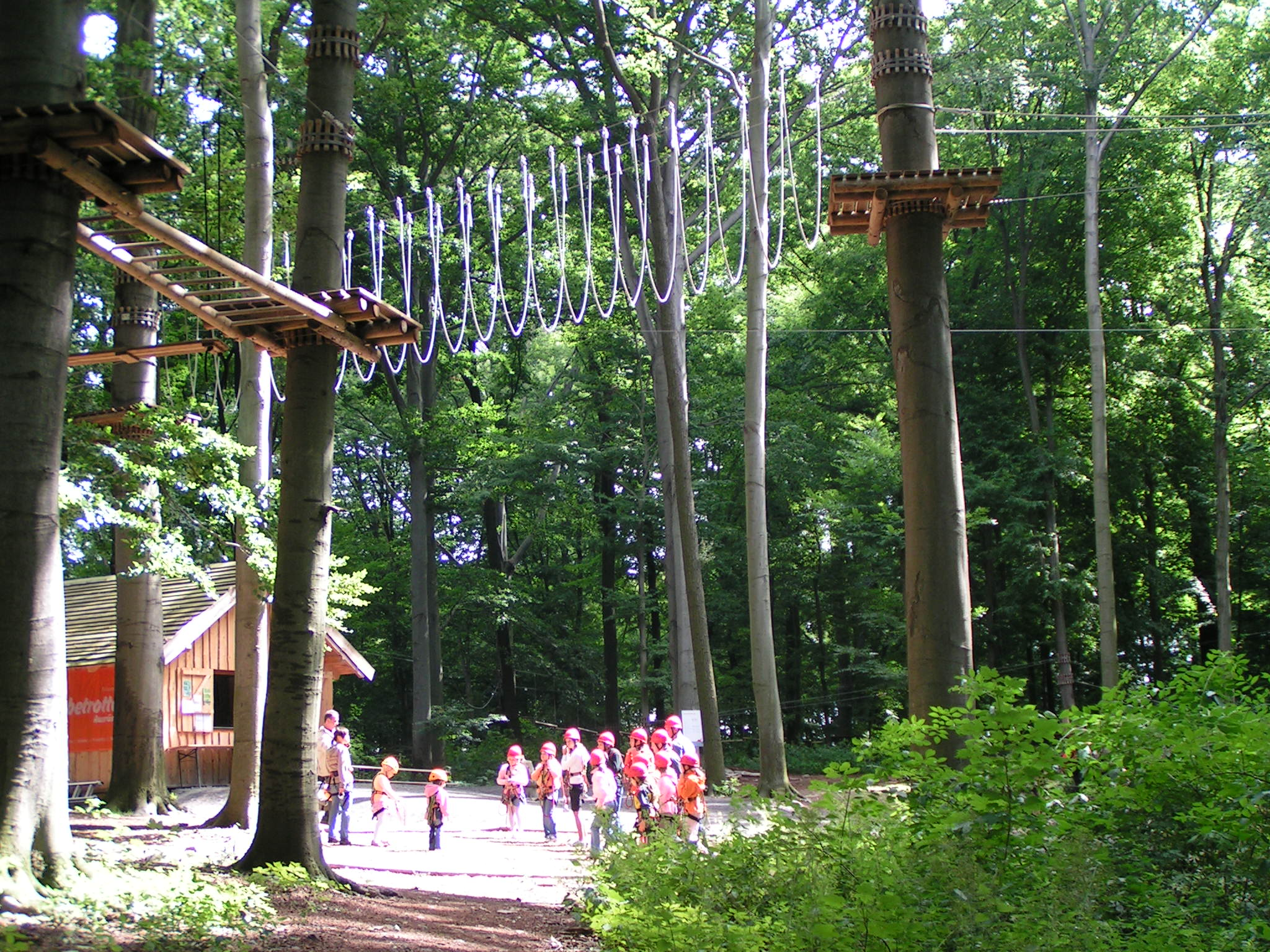
Hochseilgarten, 2008

Angeschlossen ans Wildgehege Moritzburg ist der Abenteuerpark Moritzburg, ein Kletter- und Hochseilgarten.